# Camptoptera papaveris
Camptoptera papaveris is een vliesvleugelig insect uit de familie Mymaridae. De wetenschappelijke naam is voor het eerst geldig gepubliceerd in 1856 door Förster.